# Congregação dos Sacerdotes do Sagrado Coração de Jesus
A Congregação dos Sacerdotes do Sagrado Coração de Jesus (Congregatio Sacerdotum a Sacro Corde Iesu), também conhecidos como Dehonianos, é uma congregação religiosa clerical de direito pontifício da Igreja Católica Apostólica Romana (em latim, Congregatio Sacerdotum a Sacro Corde Iesu), donde vem a sua sigla (SCI).
Presente em 38 países, os padres dehonianos como são conhecidos em Portugal e no Brasil, atuam no apostolado paroquial, em obras sociais, educação, comunicação, missionariedade, formação religiosa e clerical.
O fundador, Padre Leão João Dehon, nascido em 14 de março de 1843, na França, defendeu a participação social da Igreja, a instrução dos sacerdotes e a prática da missão ad gentes. Sociólogo, advogado, escritor e um sacerdote exemplar, Pe. Dehon fundou uma Congregação que tem o amor e a reparação como carisma.

## Superiores Gerais
1. Leão Dehon (28 de junho de 1878 – 12 de agosto de 1925)
2. Joseph Philippe (20 de janeiro de 1926 – 24 de outubro de 1935)
3. Theodorus Govaart (24 de outubro de 1935 – 7 de setembro de 1953)
4. Alphons Lellig (11 de janeiro de 1954 – 13 de dezembro de 1958)
5. Joseph de Palma (15 de julho de 1959 – 6 de junho de 1967)
6. Albert Bourgeois (6 de junho de 1967 – 6 de junho de 1979)
7. Antonio Panteghini (6 de junho de 1979 a 24 de maio de 1991)
8. Virginio Bressanelli (24 de maio de 1991 – 27 de maio de 2003)
9. José Ornelas Carvalho (27 de maio de 2003 – 25 de maio de 2015)
10. Heiner Wilmer (25 de maio de 2015 – 6 de abril de 2018)
11. Carlos Luis Suarez Codorniú (20 de julho de 2018)

## Bispos diocesanos no Brasil
- Dom Antônio Wagner da Silva, bispo emérito de Guarapuava-PR.
- Dom Carmo João Rhoden, bispo emérito de Taubaté-SP.
- Dom Geraldo Dantas de Andrade, bispo auxiliar emérito de São Luís do Maranhão-MA.
- Dom Murilo Sebastião Ramos Krieger, arcebispo emérito de Salvador-BA.
- Dom Nelson Westrupp, bispo emérito de Santo André-SP.
- Dom Vital Chitolina, bispo diocesano de Diamantino-MT.
- Dom Vilsom Basso, bispo diocesano de Imperatriz-MA.
- Dom Wilson Tadeu Jönck, arcebispo metropolitano de Florianópolis-SC.
- Dom André Vital Félix da Silva, bispo diocesano de Limoeiro do Norte-CE.
- Dom Ronilton Souza de Araújo, bispo diocesano de São Raimundo Nonato-PI.